# George Hertzberg

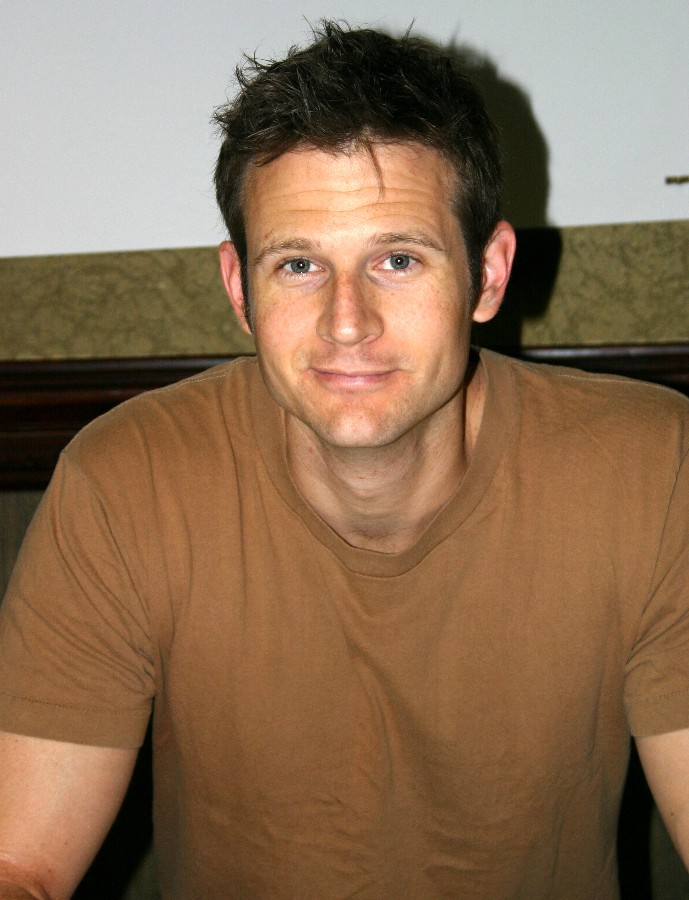
George Hertzberg auf der Cleveland Slayercon des Jahres 2004

George Hertzberg (* 6. November 1972 in Glens Falls, New York) ist ein US-amerikanischer Schauspieler. Bekannt wurde er vor allem durch seine Rolle des Adam in der von 1997 bis 2003 produzierten Fernsehserie Buffy – Im Bann der Dämonen. Bevor er als Schauspieler in die Serie einstieg, war er bereits in sieben zuvor produzierten Episoden als Maskenbildner im Einsatz. Beim Film Too Much Magic aus dem Jahre 2000 agierte er sowohl als Drehbuchautor und Schauspieler als auch als ausführender Produzent.

## Leben
Hertzberg, der im Jahre 1972 in der Stadt Glens Falls im US-Bundesstaat New York geboren wurde, begann seine Karriere als Schauspieler im Film- und Fernsehbereich im Jahre 1996, als er erstmals in einer Episode von Hinterm Mond gleich links zu sehen war. In den folgenden Jahren folgte eine Reihe von Engagements in verschiedenen Filmproduktionen (1997: Colin Fitz, 1999: The Pornographer und Too Much Magic, bei dem er selbst als Drehbuchautor und ausführender Produzent wie auch als Schauspieler zum Einsatz kam), wie auch in einer Folge von Hör mal, wer da hämmert (1998). Des Weiteren schaffte er es im Jahre 2000 in den Cast der US-amerikanischen Fernsehserie Buffy – Im Bann der Dämonen und wurde in der Serie als Adam, einem eigens geschaffenen Mischwesen aus Teilen von Dämonen, Menschen und Robotern, der als der perfekte Soldat gedacht war, eingesetzt. So kommt es auch, dass Hertzberg in einem Großteil der vierten Staffel zum Einsatz kam und auch im Jahre 2002 noch in einer Folge der Serie einen Auftritt hat. Noch bevor er überhaupt als Schauspieler in die Serie kam, war er zuvor bereits bei sieben Folgen der Serie als Maskenbildner aktiv. Auch im Jahre 2000 war der großgewachsene Schauspieler (1,96 m) in einer Folge von Highway to Hell – 18 Räder aus Stahl zu sehen.
Nach dem Ausscheiden aus Buffy – Im Bann der Dämonen nahmen Hertzbergs Engagements für Film- bzw. Fernsehproduktionen rapide ab. So war er im Jahre 2001 noch in jeweils einer Folge von Any Day Now und Hier kommt Bush! zu sehen und musste nach einem Kurzauftritt in Providence (2002) rund zwei Jahre auf einen weiteren Auftritt in einer Fernsehserie warten. 2004 folgte schließlich ein Engagement für den die Serie All of Us, in der er allerdings abermals nur in einer einzigen Episode zum Einsatz kam. Dies geschah auch in den Jahren 2006, als er in einer Episode von Ghost Whisperer – Stimmen aus dem Jenseits zu sehen war, und 2008, als er in einer Folge von Friday Night Lights eingesetzt wurde. Außerdem schaffte er es im selben Jahre in den Cast des französischen Actionfilms 96 Hours, in dem er eine kleine und unwesentliche Nebenrolle innehatte. Danach war er in keiner namhaften Produktion mehr im Einsatz und wartet aktuell (Stand: Dezember 2010) auf weitere Engagements im Film- und Fernsehbereich.

## Filmografie
Filmauftritte (auch Kurzauftritte)
- 1997: Colin Fitz
- 1999: The Pornographer
- 2000: Too Much Magic
- 2008: 96 Hours

Serienauftritte (auch Gast- und Kurzauftritte)
- 1996: Hinterm Mond gleich links (3rd Rock from the Sun) (1 Folge)
- 1998: Hör mal, wer da hämmert (Home Improvement) (1 Folge)
- 2000: Highway to Hell – 18 Räder aus Stahl (18 Wheels of Justice) (1 Folge)
- 2000+2002: Buffy – Im Bann der Dämonen (Buffy the Vampire Slayer) (9 Folgen)
- 2001: Any Day Now (1 Folge)
- 2001: Hier kommt Bush! (That's My Bush!) (1 Folge)
- 2002: Providence (1 Folge)
- 2004: All of Us (1 Folge)
- 2006: Ghost Whisperer – Stimmen aus dem Jenseits (Ghost Whisperer) (1 Folge)
- 2008: Friday Night Lights (1 Folge)